# 실뱅 윌토르
실뱅 윌토르(프랑스어: Sylvain Claude Wiltord, 1974년 5월 10일, 프랑스 뇌이쉬르만 ~ )는 프랑스의 전 축구선수로, 그의 부모는 프랑스로 이주한 과들루프인이다. 윌토르는 그의 팀이 우승한 유로 2000과 2006년 FIFA 월드컵 결승전에 출전한 바 있다.

## 국가대표팀
그는 대한민국과의 2006년 FIFA 월드컵 조별리그 2차전에 선발로 출전해 티에리 앙리의 선제골에 간접적으로 기여했으나, 후반 36분 대한민국의 박지성에 동점골을 허용하면서 1대 1로 비겼다. 이후 이탈리아와의 결승전에서 연장 후반에 티에리 앙리의 교체 선수로 들어갔고, 승부차기 첫번째 키커로 나가서 성공했다. 그러나 팀의 두번째 키커로 나선 다비드 트레제게가 실축하고 이탈리아의 마지막 키커로 나선 파비오 그로소가 성공하면서 스코어 5대 3으로 패했고, 팀은 준우승에 머물렀다.

## 수상

### 프랑스
- UEFA 유로 2000
- FIFA 컨페더레이션스컵: 2001, 2003
- 2006년 FIFA 월드컵: 준우승

### 지롱댕 드 보르도
- 프랑스 리그 1: 1998/99

### 올랭피크 리옹
- 프랑스 리그 1: 2004/05, 2005/06, 2006/07
- 프랑스 슈퍼컵: 2005

### 아스널
- FA 프리미어리그: 2001/02, 2003/04
- FA컵: 2002, 2003
- FA 커뮤니티 실드: 2002

### 개인
- 프랑스 리그 1 최다 득점자: 1998/99 (지롱댕 드 보르도에서 22골)
- 프랑스 올해의 축구 선수: 1999
- FIFA 컨페더레이션스컵 최다 득점자: 2001